# منتخب البرازيل لكأس ديفيز
منتخب البرازيل لكأس ديفيز هو ممثل البرازيل الرسمي في كرة المضرب في كأس ديفيز.